# Khalid Ahadov
 (août 2025).
Khalid Ahadov (azerbaïdjanais : Xalid Nurəddin oğlu Əhədov ; né le 4 février 1980) est un Assistant du Président de la République d’Azerbaïdjan sur les questions socio-économiques.

## Biographie
Khalid Nuraddin oglu Ahadov est né le 4 février 1980. En 2002, il est diplômé de l'Université d'État d'économie d'Azerbaïdjan, avec une maîtrise en finance et crédit. En 2012, il est diplômé de l'école de commerce IE University avec un diplôme en gestion d'entreprise, et en 2019, il obtient une maîtrise en administration publique de la London School of Economics (LSE) au Royaume-Uni.
Parle anglais, russe, espagnol et turc.

## Activités sociales et politiques
Depuis 1999, il commence à travailler dans le secteur bancaire. Il occupe divers postes de direction à la Banque de Bakou (1999-2012) et à Unibank (2012-2016), et en même temps il est également été membre du conseil de surveillance de la Compagnie d'assurance Atəşgah et président du conseil d'administration du centre de traitement Millikart.
En 2016, il est nommé Président du Conseil d'Administration d'AzərTürkBank, et de décembre 2016 à mars 2018, il occupe le poste de Président du Conseil d'Administration d'ABB (Azerbaijan International Bank). Il est également élu membre du Présidium de l’Association des banques d’Azerbaïdjan.
Depuis le 28 août 2018, il travaille comme assistant du premier vice-président de la République d'Azerbaïdjan, et depuis le 17 novembre 2022, comme assistant du président de la République d'Azerbaïdjan sur questions socio-économiques.
Il est membre du Conseil économique de la République d'Azerbaïdjan, du Conseil de surveillance d'ABB OJSC, du Conseil de surveillance d'Azerbaijan Airlines CJSC (AZAL), du Conseil de surveillance d'Azerbaijan Industrial Corporation CJSC et du Président du Conseil de surveillance de Baku International Port de commerce maritime CJSC.